# Erzbistum Monterrey
Das Erzbistum Monterrey (lateinisch Archidioecesis Monterreyensis, spanisch Arquidiócesis de Monterrey) ist eine in Mexiko gelegene römisch-katholische Erzdiözese mit Sitz in Monterrey. 

## Geschichte

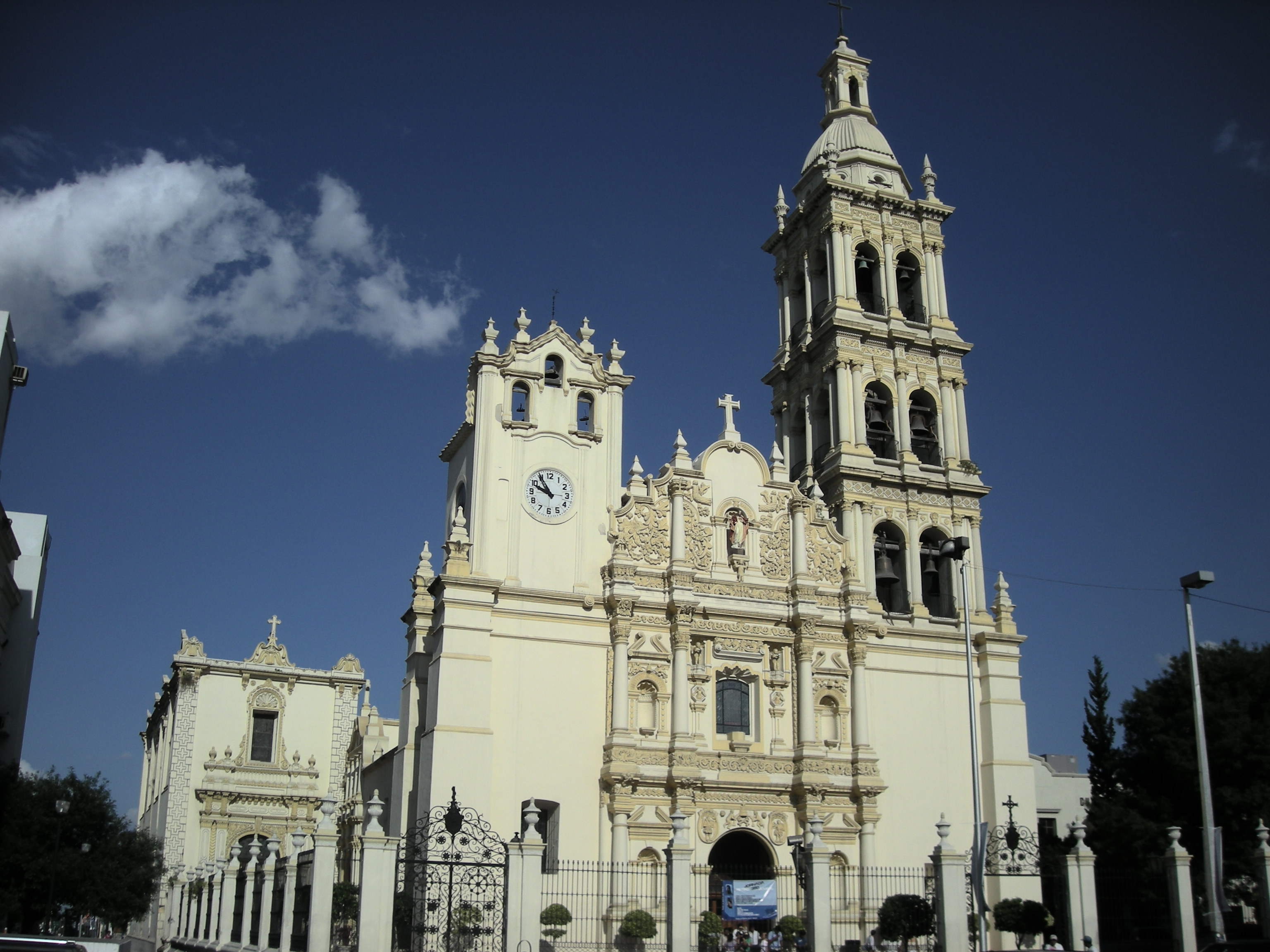
Kathedrale Nuestra Señora in Monterrey

Das Erzbistum Monterrey wurde am 15. Dezember 1777 durch Papst Pius VI. mit der Päpstlichen Bulle Relata semper aus Gebietsabtretungen des Bistums Michoacán als Bistum Linares o Nuevo León errichtet und dem Erzbistum Mexiko-Stadt als Suffraganbistum unterstellt. Der Bischofssitz war zunächst in Linares. Demgemäß wurde das Bistum nach dem Stadtpatron von Linares auch als Bistum San Felipe de Linares bezeichnet.
1839 gab das Bistum Linares o Nuevo León Teile seines Territoriums zur Gründung der Apostolischen Präfektur Texas ab. Eine weitere Gebietsabtretung erfolgte am 13. August 1861 zur Gründung des Apostolischen Vikariates Tamaulipas. Am 26. Januar 1863 wurde das Bistum Linares o Nuevo León dem Erzbistum Guadalajara als Suffraganbistum unterstellt. Das Bistum Linares o Nuevo León gab am 23. Juni 1891 Teile seines Territoriums zur Gründung des Bistums Saltillo ab.
Am 23. Juni 1891 wurde das Bistum Linares o Nuevo León durch Papst Leo XIII. zum Erzbistum erhoben. Das Erzbistum Linares o Nuevo León wurde am 9. Juni 1922 in Erzbistum Monterrey umbenannt. Am 30. April 1962 gab das Erzbistum Monterrey Teile seines Territoriums zur Gründung des mit der Apostolischen Konstitution Proficientibus cotidie errichteten Bistums Linares ab. Eine weitere Gebietsabtretung erfolgte am 6. November 1989 zur Gründung des mit der Apostolischen Konstitution Quo facilius errichteten Bistums Nuevo Laredo.

## Ordinarien

### Bischöfe von Linares o Nuevo León
- Juan Antonio de Jesús Sacedón Sánchez OFM, 1778–1779
- Rafael José Verger y Suau OFM, 1782–1790
- Andrés Ambrosio de Llanos y Valdés OFM, 1791–1799
- Primo Feliciano Marín y Porras OFM, 1801–1815
- José Ignacio de Arancibia y Hormaguei OFM, 1817–1821
- José María de Jesús Belaunzarán y Ureña OFM, 1831–1839
- Salvador de Apodaca y Loreto, 1842–1844
- Francisco de Paula Verea y González, 1853–1879, dann Bischof von Tlaxcala
- José María Ignacio Montes de Oca y Obregón, 1879–1884, dann Bischof von San Luis Potosí
- Blasius Enciso OSA, 1884–1885
- Jacinto López y Romo, 1886–1891

### Erzbischöfe von Linares o Nuevo León
- Jacinto López y Romo, 1891–1899, dann Erzbischof von Guadalajara
- Santiago de los Santos Garza Zambrano, 1900–1907
- Leopoldo Ruiz y Flóres, 1907–1911, dann Erzbischof von Michoacán
- Francisco Plancarte y Navarrette, 1911–1920
- José Juan de Jésus Herrera y Piña, 1921–1922

### Erzbischöfe von Monterrey
- José Juan de Jésus Herrera y Piña, 1922–1927
- José Guadalupe Ortíz y López, 1929–1940
- Guillermo Tritschler y Córdoba, 1941–1952
- Alfonso Espino y Silva, 1952–1976
- José de Jesús Tirado Pedraza, 1976–1983
- Adolfo Antonio Kardinal Suárez Rivera, 1983–2003
- Francisco Kardinal Robles Ortega, 2003–2011, dann Erzbischof von Guadalajara
- Rogelio Cabrera López, seit 2012